# Unió Empresarial del Penedès
La Unió Empresarial del Penedès (UEP) és l'organització empresarial multisectorial que representa les empreses de l'Alt Penedès i el Baix Penedès.
Va néixer al novembre de 2002 a Vilafranca del Penedès, arran de la Conferència de Futur celebrada el juny del mateix any amb l'impuls de la Cambra de Comerç de Barcelona -Delegació de l'Alt Penedès-i la Caixa Penedès. La conferència, sota el títol "El desenvolupament empresarial de l'Alt Penedès cap al 2005", va posar de manifest la necessitat de crear una associació rellevant que vetllés pels interessos dels petits i grans empresaris de les comarques de l'Alt i Baix Penedès i que actués com a interlocutor vàlid per agilitzar i impulsar negociacions amb els òrgans institucionals competents.
L'any 2009 inaugurà una segona seu, al Vendrell per oferir un servei més proper a les empreses de la comarca del Baix Penedès. L'any 2010 la UEP alertà de la fuga d'indústries si no s'impulsa el corredor del Mediterrani.
A finals de 2013 Santi Carda fou nomenat president de l'entitat, substituint a Jordi Ferri, que va presentar la seva renuncia.

## Associats
Avui, la UEP compta amb més de 1.500 empreses associades, representades de manera directa i també a través de les organitzacions associades, l'Associació Vinícola Catalana, l'Institut del Cava, la Conferedació d'Empresaris de la Província de Tarragona, el Gremi Comarcal d'Hostaleria i Turisme de l'Alt Penedès, la Unió de Botiguers de Sant Sadurní d'Anoia, el Gremi de Constructors del Baix Penedès, l'Associació Comerç del Foix de Santa Margarida i Els Monjos, l'Associació de Masies Rurals del Penedès, i l'Associació de Comerciants i Professionals del Centre de Vilafranca del Penedès (Centre Vila).

## Serveis per a les empreses
La UEP ofereix a les empreses associades serveis útils com ara assessorament, ajuts i subvencions, avantatges i descomptes en serveis i productes, borsa de treball al Penedès, utilització de sales per a empreses, formació, etc.